# Martin Krämer
Martin Krämer (* 23. Dezember 1987 in Erfurt) ist ein deutscher Schachgroßmeister.

## Erfolge

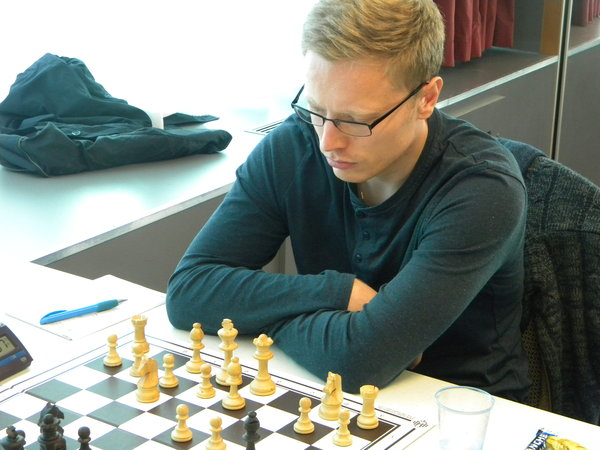
Martin Krämer, 2016

Im Jahre 2006 gewann er in Deizisau die Internationale Deutsche Jugendmeisterschaft. Im selben Jahr erwarb er die C-Trainer-Lizenz. Die deutsche Einzelmeisterschaft im Schnellschach konnte er 2013 in Gladenbach und 2014 in Altenkirchen (Westerwald) gewinnen.

### Mannschaftsschach
Bis einschließlich der Saison 2005/06 spielte der aus Erfurt stammende Martin Krämer Mannschaftsschach beim SV Medizin Erfurt. In der Saison 2006/07 spielte er für die SF Berlin in der deutschen Schachbundesliga, die jedoch mit ihm abstiegen. In der Saison 2007/08 spielte er am Spitzenbrett des Erfurter SK in der höchsten deutschen Spielklasse. Die Erfurter stiegen, trotz Elo-Zuwachs Martin Krämers in diesen beiden Spielzeiten, ebenfalls ab, so dass er für die Saison 2008/09 zu den wieder aufgestiegenen SF Berlin zurückkehrte, bei denen er seitdem spielt. In der österreichischen 1. Bundesliga spielte er von der Saison 2007/08 bis zur Saison 2017/18 für den ASVÖ Wulkaprodersdorf. In der Schweizer Nationalliga A spielt er seit der Saison 2014 für den Schachklub Luzern, mit dem er 2018 Schweizer Mannschaftsmeister wurde.
Für die deutsche Nationalmannschaft nahm er am dritten Brett am Mitropa-Cup 2007 in Szeged teil. Deutschland belegte den dritten Platz. Von Bundestrainer Uwe Bönsch wurde er für die Schacholympiade 2010 in Chanty-Mansijsk nominiert und erzielte dort am vierten Brett 6 Punkte aus 9 Partien.

### Titel und Rating
Seit September 2006 trägt er den Titel Internationaler Meister. Die Normen hierfür erzielte er alle im Jahr 2005: bei der Deutschen Einzelmeisterschaft in Altenkirchen (Westerwald) im Februar, bei der er den 16. Platz belegte sowie bei einem IM-Turnier in Norderstedt im Mai und einem IM-B-Turnier in Olmütz im August. Großmeister ist er seit September 2012. Die erforderlichen Normen erzielte er alle in der Schachbundesliga, und zwar in den Saisons 2009/10, 2010/11 (mit Übererfüllung und Siegen gegen unter anderem Radosław Wojtaszek und Nikita Witjugow) sowie 2011/12.
Mit seiner höchsten Elo-Zahl von 2587 im April 2019 lag er auf dem zwölften Platz der deutschen Elo-Rangliste.